# Chauny
Chauny est une ville française située dans le département de l'Aisne, dans les Hauts-de-France. Ses habitants sont les Chaunois et les Chaunoises.

## Géographie

### Localisation
Chauny est à égale distance de Soissons (34 km), Laon (36 km) et Saint-Quentin (31 km) et elle est au cœur de la Picardie.
Les communes limitrophes sont  Abbécourt, Autreville, Bichancourt, Caumont, Ognes, Sinceny, Villequier-Aumont et Viry-Noureuil.
| Caumont   | Villequier-Aumont       |               |
| Ognes     | Chauny                  | Viry-Noureuil |
| Abbécourt | Autreville, Bichancourt | Sinceny       |

### Hydrographie

#### Réseau hydrographique
La commune est située dans le bassin Seine-Normandie. Elle est drainée par le canal de Saint-Quentin, le canal latéral à l'Oise, l'Oise, le Helot, le canal 01 de la commune de Autreville, le canal 01 de la commune de Chauny, le canal 01 de la commune de Ognes, le canal 01 de la commune de Sinceny, le canal 02 de la commune de Viry-Noureuil, le canal 03 de la commune de Viry-Noureuil, le canal Saint-Lazare, le cours d'eau 01 du le ru Besson, le Gobelet, le ruisseau de Marizelle, le ruisseau Ganton divers bras de Brouage et un autre petit cours d'eau,.
Le canal latéral à l'Oise est un canal de gabarit Freycinet qui dessert l'est de la Picardie. D'une longueur de 34 km, il connecte le canal de Saint-Quentin (depuis Chauny) à l'Oise canalisée à hauteur de Janville.
L'Oise prend sa source en Belgique, à 309 mètres d'altitude, dans l'ancienne commune de Forges et se jette dans la Seine à 20 mètres d'altitude, au Pointil en rive droite et en aval du centre de Conflans-Sainte-Honorine dans le département des Yvelines. D'une longueur 341 kilomètres, elle est presque entièrement navigable et bordée de canaux sur 104 kilomètres. Les caractéristiques hydrologiques de l'Oise sont données par la station hydrologique située sur la commune de Condren. Le débit moyen mensuel est de 33,2 m3/s. Le débit moyen journalier maximum est de 307 m3/s, atteint lors de la crue du 23 décembre 1993. Le débit instantané maximal est quant à lui de 317 m3/s, atteint le même jour.
Le Hélot, d'une longueur de 18 km, prend sa source dans la commune de Ugny-le-Gay et se jette  dans le ru de Pontoise à Ognes, après avoir traversé six communes.

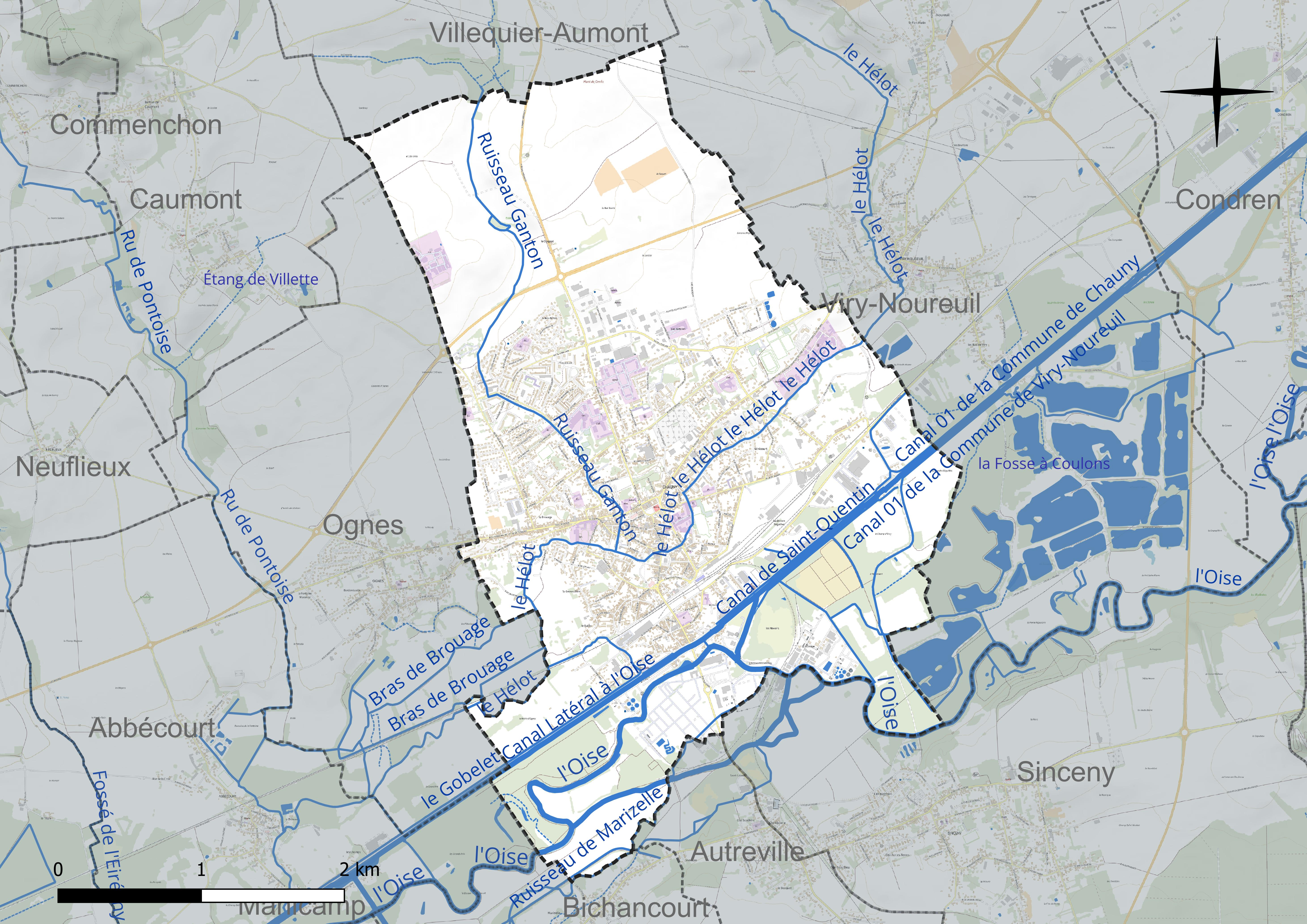
Réseau hydrographique de Chauny.

#### Gestion et qualité des eaux
Le territoire communal est couvert par le schéma d'aménagement et de gestion des eaux (SAGE) « Oise moyenne ». Ce document de planification concerne un territoire de 1 013 km2 de superficie, délimité par le bassin versant de l'Oise moyenne. Le périmètre a été arrêté le 24 avril 2017 et le SAGE est, en 2024, encore en élaboration. La structure porteuse de l'élaboration et de la mise en œuvre est le syndicat mixte du SAGE Oise-Moyenne (SMOM).
La qualité des cours d'eau peut être consultée sur un site dédié géré par les agences de l'eau et l'Agence française pour la biodiversité.

### Climat
Pour des articles plus généraux, voir Climat des Hauts-de-France et Climat de l'Aisne.
En 2010, le climat de la commune est de type climat océanique dégradé des plaines du Centre et du Nord, selon une étude du CNRS s'appuyant sur une série de données couvrant la période 1971-2000. En 2020, Météo-France publie une typologie des climats de la France métropolitaine dans laquelle la commune est dans une zone de transition entre le climat océanique et le climat océanique altéré et est dans la région climatique Nord-est du bassin Parisien, caractérisée par un ensoleillement médiocre, une pluviométrie moyenne régulièrement répartie au cours de l'année et un hiver froid (3 °C).
Pour la période 1971-2000, la température annuelle moyenne est de 10,7 °C, avec  une amplitude thermique annuelle de 14,9 °C. Le cumul annuel moyen de précipitations est de 677 mm, avec 10,9 jours de précipitations en janvier et 8,6 jours en juillet. Pour la période 1991-2020 la température moyenne annuelle observée sur la station météorologique installée sur la commune est de 11,1 °C et le cumul annuel moyen de précipitations est de 709,9 mm,. Pour l'avenir, les paramètres climatiques de la commune estimés pour 2050 selon différents scénarios d'émission de gaz à effet de serre sont consultables sur un site dédié publié par Météo-France en novembre 2022.
| Mois                                  | jan.            | fév.           | mars           | avril           | mai           | juin           | jui.          | août           | sep.          | oct.          | nov.            | déc.             | année     |
| ------------------------------------- | --------------- | -------------- | -------------- | --------------- | ------------- | -------------- | ------------- | -------------- | ------------- | ------------- | --------------- | ---------------- | --------- |
| Température minimale moyenne (°C)     | 1,5             | 1,6            | 3,4            | 5,2             | 8,5           | 11,3           | 13,4          | 13,3           | 10,6          | 8             | 4,5             | 2,1              | 7         |
| Température moyenne (°C)              | 3,9             | 4,5            | 7,5            | 10,4            | 13,7          | 16,7           | 19,1          | 18,9           | 15,6          | 11,8          | 7,2             | 4,4              | 11,1      |
| Température maximale moyenne (°C)     | 6,3             | 7,4            | 11,5           | 15,5            | 18,9          | 22,1           | 24,9          | 24,6           | 20,6          | 15,6          | 10              | 6,7              | 15,3      |
| Record de froid (°C) date du record   | −14 07.01.09    | −13 07.02.1991 | −11,5 13.03.13 | −3,6 01.04.1996 | −0,7 06.05.19 | 2,4 04.06.1991 | 5,6 31.07.15  | 5,4 26.08.1993 | 0 30.09.18    | −4 29.10.03   | −9,3 24.11.1998 | −11,7 29.12.1996 | −14 2009  |
| Record de chaleur (°C) date du record | 15,3 25.01.1995 | 19,3 27.02.19  | 25 31.03.21    | 27,6 25.04.07   | 31,1 27.05.05 | 35,1 18.06.22  | 41,5 25.07.19 | 38,6 12.08.03  | 34,4 15.09.20 | 27,7 02.10.23 | 20,1 08.11.15   | 17 16.12.1989    | 41,5 2019 |
| Précipitations (mm)                   | 56,6            | 54,3           | 55,2           | 44,2            | 61,7          | 60,1           | 60,6          | 68,6           | 51,6          | 63,9          | 58,3            | 74,8             | 709,9     |

## Urbanisme

### Typologie
Au 1er janvier 2024, Chauny est catégorisée centre urbain intermédiaire, selon la grille communale de densité à 7 niveaux définie par l'Insee en 2022.
Elle appartient à l'unité urbaine de Chauny, une agglomération intra-départementale dont elle est ville-centre,. Par ailleurs la commune fait partie de l'aire d'attraction de Chauny, dont elle est la commune-centre,. Cette aire, qui regroupe 23 communes, est catégorisée dans les aires de moins de 50 000 habitants,.

### Occupation des sols
L'occupation des sols de la commune, telle qu'elle ressort de la base de données européenne d'occupation biophysique des sols Corine Land Cover (CLC), est marquée par l'importance des territoires agricoles (50,2 % en 2018), en diminution par rapport à 1990 (53,1 %). La répartition détaillée en 2018 est la suivante : 
zones urbanisées (32,7 %), terres arables (32,7 %), prairies (14,4 %), zones industrielles ou commerciales et réseaux de communication (13,5 %), zones agricoles hétérogènes (3,1 %), forêts (2,5 %), milieux à végétation arbustive et/ou herbacée (1 %).

### Voies de communications et transports

#### Réseau routier
Chauny est reliée au reste du territoire par route notamment grâce à la proximité des autoroutes A26 et A29 qui passent par Saint-Quentin. Les aéroports nationaux et internationaux de Paris sont à une heure de route. Le réseau départemental relie Chauny à Noyon (Oise) par la D 1032, Saint-Quentin et Soissons par la D 1, Ham par la D 937.

#### Réseau ferroviaire

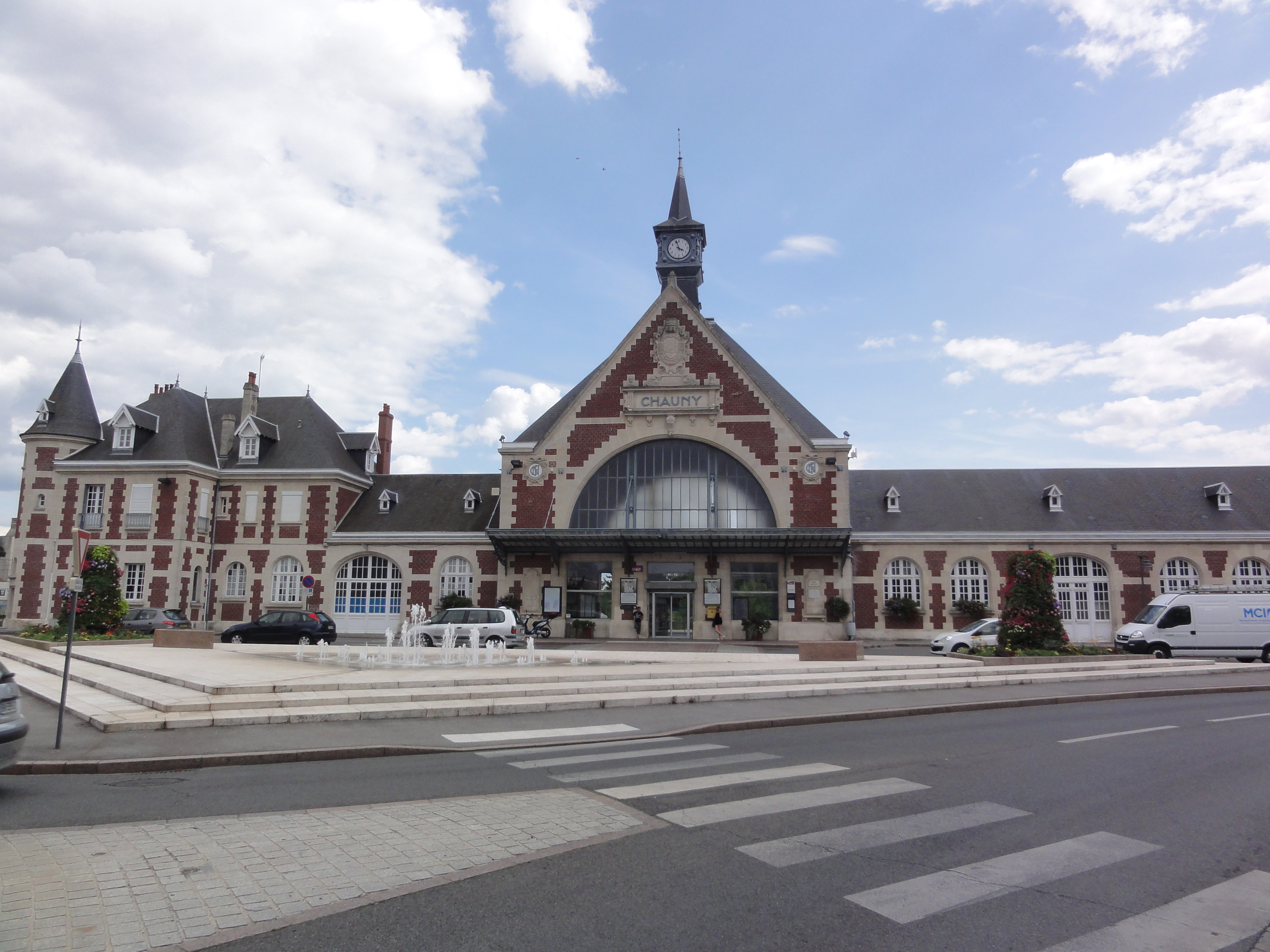
La gare de Chauny.

La ville est desservie par un réseau routier important et le chemin de fer y passe depuis 1849.
Chauny possède une gare située sur la ligne Paris - Saint-Quentin - Maubeuge, très bien desservie par des trains Corail et des TER vers Paris, Compiègne, Creil et Saint-Quentin. Cette gare fut reconstruite après-guerre d'après les plans de Urbain Cassan et Ludovic Tixier.
Le TGV, dont la gare TGV-Haute Picardie se trouve à une cinquantaine de kilomètres, est en compétition avec l'avion pour accéder au Sud de la France.
Aujourd'hui encore en activité sur la ligne de Paris à Maubeuge, la gare de Chauny desservait auparavant Saint-Gobain et Anizy-le-Château par deux lignes ferroviaires (à voie normale)  aujourd'hui fermées : la ligne de Chauny à Anizy-Pinon et la ligne de Chauny à Saint-Gobain. Elle desservait en plus par un chemin de fer à voie étroite, le village de Blérancourt par une ligne à destination de Coucy-le-Château-Auffrique.
Le bâtiment de la gare a été conçu par l'architecte Urbain Cassan.

#### Réseau fluvial
Le canal de Saint-Quentin qui acheva la jonction de la Somme à l'Oise en 1738, voit passer de nombreuses péniches. Une voie verte pour les piétons et les cyclistes est ouverte en 2012. Elle est incluse dans la véloroute EuroVelo 3,.

#### Transports en commun
La commune de Chauny développe son propre réseau de transports en commun en 1997, avec les bus TAC (Transports de l'Agglomération de Chauny). Ces bus sont reconnaissables grâce à leur livrée reprenant les couleurs jaune et bleu du blason chaunois. Ce réseau de transports s'appuie sur trois lignes desservant les neuf communes de l'agglomération urbaine chaunoise : Abbecourt, Amigny-Rouy, Autreville, Caumont, Chauny, Condren, Ognes et Sinceny.
Le 17 mars 2011, la compétence « Transports Collectifs Urbains » est transférée à la communauté de communes Chauny-Tergnier (CCCT) par arrêté préfectoral. Quelques mois plus tard, le réseau de transports est étendu à l'ensemble du territoire de la CCCT, soit 23 communes, et devient Transports des Agglomérations de Chauny et Tergnier (TACT). Ce réseau compte désormais quatre lignes de bus et cinq lignes de transport à la demande. Puis en juin 2013, la CCCT attribue l'exploitation du réseau à une société privée pour dix ans. Un nouveau réseau est ainsi mis en place le 2 janvier 2014. Il est constitué de cinq lignes urbaines et quatre lignes interurbaines en TAD[Quoi ?].
Depuis le 17 février 2024, le réseau change de nom, passant de TACT à Lyneo. Dans le même temps, il a été réorganisé, avec 3 lignes urbaines, 1 Navette vers la Zone d'Activités Evolis, 31 Circuits Scolaires et un service de transport à la demande plus développé.

#### Voie verte
Chauny est située sur la Véloroute EuroVélo3 dite la Scandibérique, inaugurée en 2016, longeant le canal de Saint-Quentin, reliant la Belgique à l'Espagne.

## Toponymie
Dans les chartes de Chauny, de Lothaire à Philippe IV, la ville, qui est bâtie sur la rive droite de l'Oise, est indiquée sous les noms de Calgny, Cauny, Canni, Calni ou de Chaulni et en latin, par des auteurs anciens comme Flodoard, Guibert de Noyon… on lui donne pas moins de treize noms différents dont Calnacum, Calniacum, Cauniacum, Calviniacum et Channiacum,.

## Histoire

### Le château
Avant le Ve siècle, il n'y a à Chauny qu'une citadelle d'origine gauloise qui, pendant des invasions des Vandales (407) et des Huns (451), sert de refuge aux peuples. Si on ignore la date exacte de création de la citadelle, les historiens s'accordent sur le fait qu'elle a été érigée par les premiers comtes de Vermandois, qui voulaient borner, défendre les frontières de leur domaine en construisant le long de la frontière une série de fortifications qui étaient nommées châteaux borniers au même titre que les châteaux de Ham, Nesle, Ronssoy, Estrées-en-Arrouaise, Guise, Ribemont et Vendeuil. 
 Le château occupait la partie la plus haute où furent construits plus tard les couvents des religieux de Sainte-Croix et des minimes. Cette supposition est contestée par l'abbé J Turpin en raison de la phrase de Flodoard.
 Le château est cité par ce dernier, en 949 : « ....Un certain Bernard du parti de Hugues ayant un château sur l'Oise, nommé Chauny, se livra avec son château au comte Adalbert.... ».
Le château est encore cité en 1066 par Gilbert religieux de Saint-Amand en Flandre : « Sortant de la ville de Laon nous primes le chemin vers Noyon, accompagné d'une grande foule; la nuit approchait, nous arrivâmes à un petit château appelé Chauny, où nous fûmes reçus fort honnêtement et nous y passâmes la nuit. »
Guibert de Nogent qui vivait en 1104, rapporte « ... un soldat ayant pris des bœufs de l'abbaye de Nogent-sous-Coucy les mena au château de Chauny... ».
Les chartes de Raoul Ier, comte de Vermandois, en 1130, de Philippe d'Alsace, comte de Flandre et de Vermandois, en 1167, d'Éléonore comtesse de Vermandois en 1191 qualifient Chauny de Château.
Philippe Auguste lui donne, le premier, le nom de Ville en 1213.
L'antique citadelle est démolie en 1430 et ses restes sont alors utilisés pour fortifier les murs d'enceinte d'un puissant château fort. En 1471, la ville tombe pourtant aux mains des Anglais qui vont l'occuper pendant 25 ans.

### Les guerres
La terre de Chauny devait appartenir à l'origine au domaine royal avant d'être incorporée à la province du Vermandois dont les comtes la donnèrent vers 830 à l'un de leurs seigneurs qui en ait sa résidence.
Les premières familles venues s'installer sous la protection du castellum de Chauny furent les habitants de Condren après le ravage de leur ville, lors des invasions normandes.
Au Xe siècle, la bourgade de Chauny ne possédant pas d'église, elle dépendait de la paroisse de Viry. En 949, le château occupé par un nommé Bernard fut assiégé par Albert de Vermandois pour le punir du soutien qu'il apportait à Hugues le Blanc contre Louis d'Outremer.
En 1066, un cortège transportant les reliques de saint Amand de Maastricht traverse Chauny.
Au XIIe siècle, le comté de Vermandois passe aux mains de Philippe d'Alsace, comte de Flandre et accorde aux Chaunois une charte de commune calquée sur celle de Saint-Quentin. C'est ainsi que les Chaunois sont déchargés de tous les plaids et de toutes les corvées sous la condition de payer 12 deniers de Provins par ménage et par an, de continuer de s'acquitter du droit d'ost et de la chevauchée et de le loger gracieusement lorsqu'il viendra en visite.
Cette période est toutefois tumultueuse. Raoul de Coucy et Raoul de Clermont intriguèrent auprès du jeune roi Philippe Auguste, couronné roi de France le 1er novembre 1179, contre Philippe d'Alsace déclenchant un conflit qui débutera, en 1180, par la prise de Chauny par le roi, reprise par Philippe d'Alsace en 1182, et qui durera jusqu'à la paix signée à Amiens le 10 mars 1186.
Il s'ensuit une période de paix et de tranquillité qui permit à la ville de prospérer et donc de s'agrandir. C'est ainsi que plusieurs faubourgs virent le jour autour de la ville :
- le Brouage, qui fut longtemps la plus belle partie de la ville et qui tire son nom du Brouage un ruisseau qui prend sa source à Genlis et qui se jette dans l'Oise à Abbécourt ;
- les Pâtureaux ;
- le Pissot ;
- Senicourt ;
- le Bailli ;
- la Chaussée après 1213.

Lors des nombreuses guerres qui firent rage dans la région, la ville fut conquise de nombreuses fois : par les Bourguignons en 1411, les Anglais en 1418, les troupes royales en 1430, le duc de Bourgogne en 1471, Maximilien d'Autriche en 1478, les calvinistes en 1552 et les Espagnols en 1652.
La ville fut le siège de nombreuses institutions sous l'Ancien Régime et le resta par la suite en étant tribunal de première instance sous la Révolution.

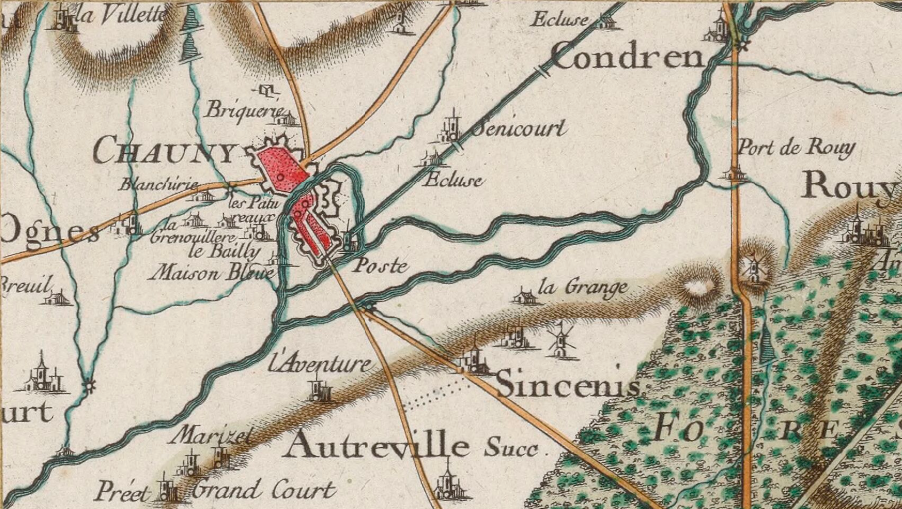
Chauny et ses environs sur la carte de Cassini (XVIIIe siècle).

En 1790, elle devient chef-lieu de district jusqu'en 1800.
Le 26 février 1814, pendant l'invasion de la France par la Sixième Coalition, un détachement de 800 cavaliers prussiens, saxons et cosaques commandés par le colonel russe Geismar entre dans la ville : des ouvriers de la compagnie de Saint-Gobain, croyant avoir affaire à une simple patrouille, ouvrent le feu sur les cavaliers et en tuent trois. Ceux-ci chargent la foule, faisant 12 tués. Puis les Russes pillent la manufacture et réclament une indemnité de 100 000 francs en menaçant de brûler la ville. Le maire, M. de Mory de Neuflieux, et deux conseillers municipaux s'offrent comme otages jusqu'au paiement de la somme ; la ville et la compagnie arrivent à payer les trois quarts de la somme, les Russes fouettent cinq suspects et se retirent en emmenant le maire.
En 1871, les Prussiens y pénètrent.
Chauny, qui était une ville prospère pendant la révolution industrielle, fut totalement dynamitée par les Allemands en 1917. Tous les monuments de la ville sont donc postérieurs à la Première Guerre mondiale.

### La Première Guerre mondiale

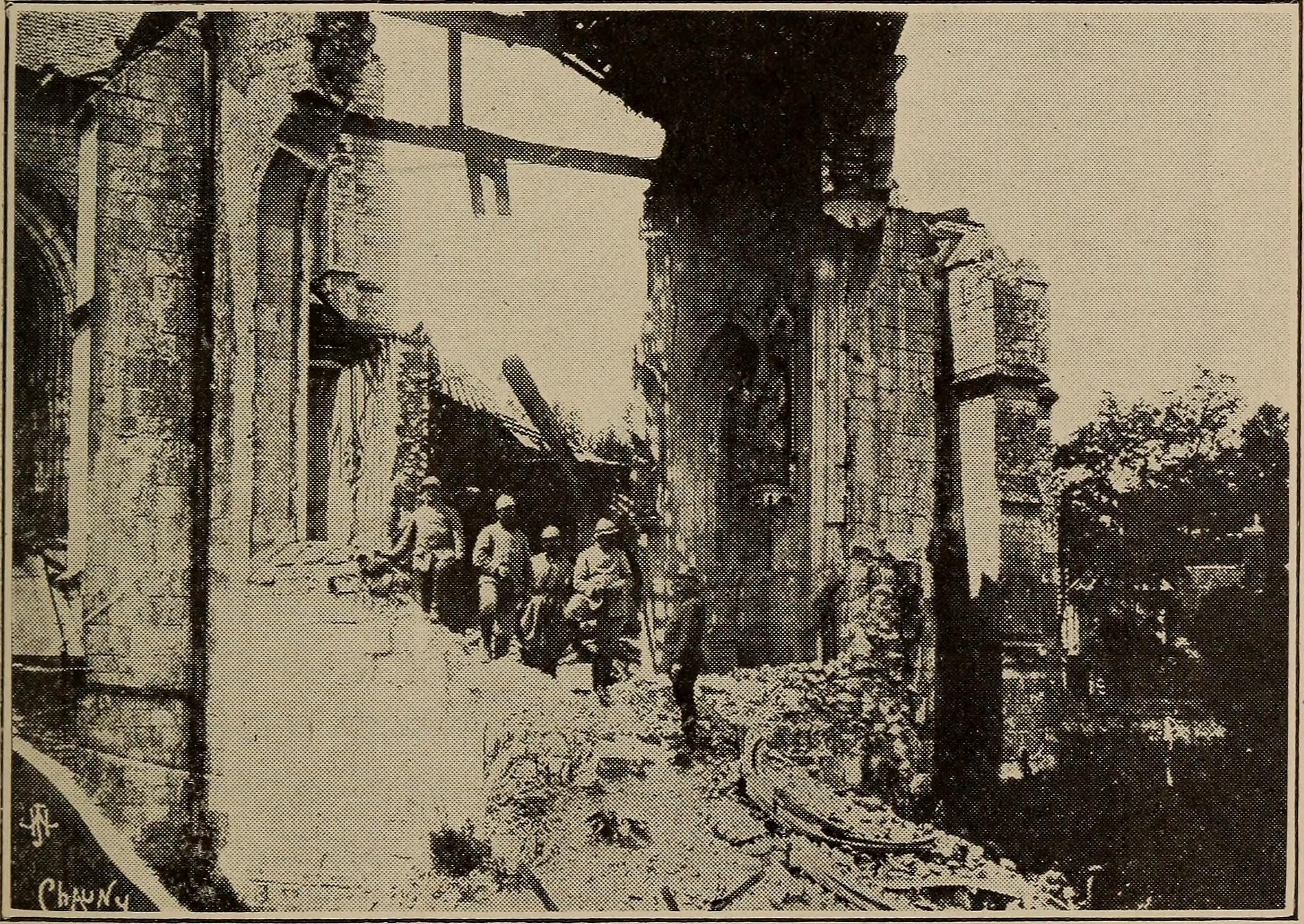
Destructions de la Grande Guerre.

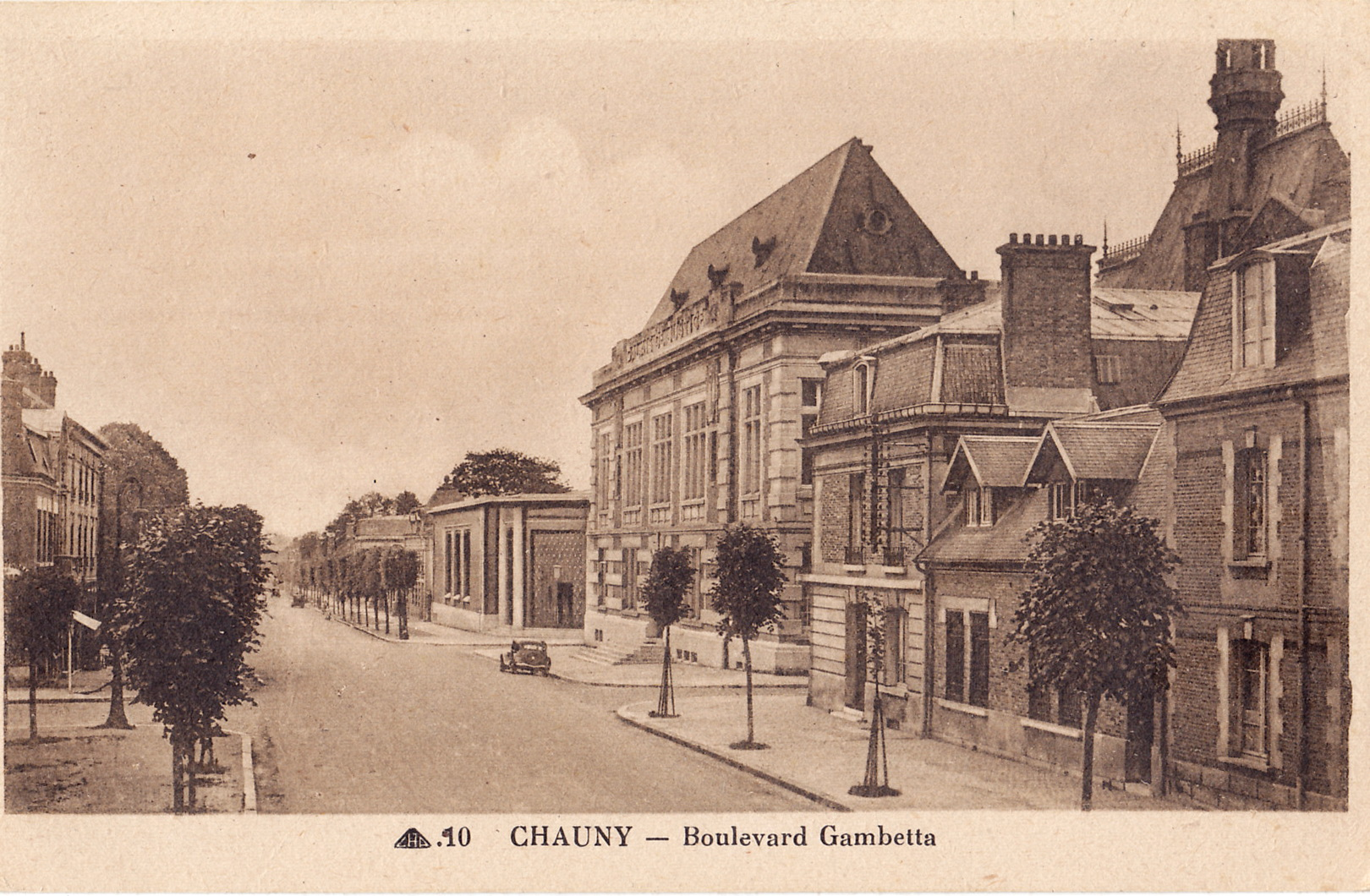
Le boulevard Gambetta, dans les années 1930.

Le 29 août 1914, les 3e et 5e brigades de cavalerie du corps expéditionnaire britannique qui se dirigent vers Soissons entrent à Chauny. Les Allemands étant signalés dans les environs, la voie ferrée est détruite dans Chauny et les ponts sont minés.

Le 30 août 1914, la cavalerie britannique quitte la ville pour Fontenoy. Des éclaireurs allemands ayant été aperçu place Bouzier, les artificiers du génie du 148e régiment d'infanterie font sauter les ponts à la dynamite.
Le 31 août, les destructions des ponts continuent, des bateaux et péniches sont coulés dans l'Oise et le canal. Les derniers soldats quittent la ville dans la soirée.
 
Le 1er septembre 1914, vers midi, les troupes allemandes pénètrent dans Chauny.
Le 16 septembre, après la bataille de la Marne, les troupes françaises qui occupent Cuts et Carlepont lancent une attaque pour délivrer la ville, qui échoue. Chauny sera occupée durant deux ans et demi.
Le 6 juin 1915, une offensive française libère la ferme de Quennevières.
En 1917, la ville est bombardée plusieurs fois par l'aviation alliée, la gare et la ville ne sont qu'un tas de ruine lors de sa libération.

### La Seconde Guerre mondiale
8 août 1944 : l'aviation alliée bombarde et détruit la soudière de Chauny, une usine chimique fabriquant à cette époque de l'anhydride phtalique participant à l'effort de guerre nazi.
2 septembre 1944 : libération de la ville par les troupes américaines (28e division d'infanterie du 5e corps de la 1re armée).

### Visites notables
Plusieurs rois sont passés à Chauny : Philippe-Auguste (1214 et 1222), Philippe le Hardi (1271), Charles V (1378), Henri IV (1591), Louis XIV (1668), Louis-Philippe (1822) et des personnages historiques : Mazarin (1661), la duchesse de Berry (1821), Napoléon III (1852 et 1858).

### Famines et désastres
La ville est victime de plusieurs famines : 1276, 1417, 1578, 1650, 1652 (à la suite de la prise de Chauny par les Espagnols le 13 juillet), 1692, 1789, 1793-1795 ainsi que d'hivers néfastes : 1408, 1458, 1521-1522, 1608, 1657-1658, 1681-1694 (qui voit la disparition de la culture de la vigne à Chauny), 1709, 1776, 1783-1784, 1812, 1820, 1838, 1841-1842, 1853 et 1871 et de sécheresses : 1000, 1303, 1541, 1619, 1652, 1718, 1802, 1811, 1823, 1830 (28-29 juillet).

### Désastres
La ville est victime le 7 avril 1672 d'un tremblement de terre. En 1678, une tempête enlève le clocher de l'église Notre-Dame et en juillet 1767 dévaste la ville et les champs alentour. Le 12 juin 1858, un orage fait de nombreux dégâts dans la ville et le 12 mars 1876, ravage la ville et l'usine des glaces et produits chimiques. La même tempête renverse le cèdre de l'Aventure et le vieil orme des Promenades publiques qui avait été planté en 1766.
La ville connaît de très nombreuses inondations dont les plus importantes furent : 1574, 1655 (où le roi de France envoie 1 500 livres pour reconstruire les ponts), février 1658, 1661, etc..
La grande dernière inondation fut en décembre 1993, lors de la crue de l'Oise. Elle eut d'importantes conséquences puisque 900 habitations, 70 entreprises, artisans et commerçants furent sinistrés, et près de 2 000 personnes évacuées.

### Épidémies
Plusieurs graves épidémies sont signalées : 1401, 1417, 1460, 1579, 1585, 1636, 1668 (peste), 1747 (typhus), 1761 (typhus et peste), 1789 (idem), 1832 et 1849 (choléra)(on compte 278 décès sur le territoire de la commune pour l'année 1849 et 5 décès hors commune) (a titre de comparaison : 150 décès pour l'année 1850), 1871 (variole).

## Politique et administration

### Tendances politiques et résultats

#### Récapitulatif de résultats électoraux à partir de 2014
| Scrutin             | 1er tour | 1er tour | 1er tour | 1er tour | 1er tour | 1er tour | 1er tour | 1er tour | 1er tour | 1er tour | 1er tour | 1er tour | 2d tour     | 2d tour     | 2d tour     | 2d tour     | 2d tour     | 2d tour     | 2d tour     | 2d tour     | 2d tour     |
| Scrutin             | 1er      | 1er      | %        | 2e       | 2e       | %        | 3e       | 3e       | %        | 4e       | 4e       | %        | 1er         | 1er         | %           | 2e          | 2e          | %           | 3e          | 3e          | %           |
| ------------------- | -------- | -------- | -------- | -------- | -------- | -------- | -------- | -------- | -------- | -------- | -------- | -------- | ----------- | ----------- | ----------- | ----------- | ----------- | ----------- | ----------- | ----------- | ----------- |
| Municipales 2014    |          | DVD      | 49,45    |          | FN       | 20,17    |          | PS       | 16,12    |          | DVG      | 9,37     |             | DVD         | 55,84       |             | FN          | 22,89       |             | PS          | 21,25       |
| Européennes 2014    |          | FN       | 38,21    |          | UMP      | 19,36    |          | PS       | 10,94    |          | FG       | 7,55     | Tour unique | Tour unique | Tour unique | Tour unique | Tour unique | Tour unique | Tour unique | Tour unique | Tour unique |
| Régionales 2015     |          | FN       | 41,65    |          | UMP      | 28,26    |          | PS       | 15,12    |          | PCF      | 5,87     |             | UMP         | 56,42       |             | FN          | 43,58       | Pas de 3e   | Pas de 3e   | Pas de 3e   |
| Présidentielle 2017 |          | FN       | 33,89    |          | LFI      | 19,61    |          | EM       | 19,21    |          | LR       | 14,16    |             | LREM        | 50,64       |             | FN          | 49,36       | Pas de 3e   | Pas de 3e   | Pas de 3e   |
| Législatives 2017   |          | LREM     | 28,52    |          | FN       | 23,21    |          | LR       | 19,56    |          | FI       | 9,02     |             | LREM        | 57,19       |             | FN          | 42,81       | Pas de 3e   | Pas de 3e   | Pas de 3e   |
| Européennes 2019    |          | RN       | 38,43    |          | LREM     | 16,60    |          | EELV     | 7,98     |          | FI       | 7,30     | Tour unique | Tour unique | Tour unique | Tour unique | Tour unique | Tour unique | Tour unique | Tour unique | Tour unique |
| Régionales 2021     |          | DVD      | 46,46    |          | RN       | 23,21    |          | EELV     | 14,24    |          | LREM     | 9,79     |             | DVD         | 55,86       |             | RN          | 26,55       |             | EELV        | 17,59       |
| Présidentielle 2022 |          | RN       | 36,78    |          | LREM     | 23,34    |          | LFI      | 18,20    |          | REQ      | 6,85     |             | RN          | 58,58       |             | LREM        | 41,42       | Pas de 3e   | Pas de 3e   | Pas de 3e   |
| Législatives 2022   |          | RN       | 33,20    |          | LREM     | 25,50    |          | NUPES    | 23,44    |          | LR       | 10,40    |             | RN          | 53,08       |             | LREM        | 46,92       | Pas de 3e   | Pas de 3e   | Pas de 3e   |

### Liste des maires
Les archives départementales ne permettent pas de remonter avant 1167, année de création de la mairie : Jacques, maire en 1167, Jean Delfosse, maire en 1167, Gérard, maire en 1175, Robert en 1186, Renaud de Varizy-Burga en 1200, Jean en 1214, Renaud Odent (ou Adens) en 1230, Odon Hasselin en 1250, Jean Audemer en 1260, Pierre Mourin en 1270, Adam Vitime en 1280, Étienne Maldenré en 1296, 1298, 1300 et 1302, Raoul-le-Querre en 1297, 1299, 1303, 1307, 1309, 1312 et 1314.
| Période  | Période                   | Identité        | Étiquette     | Qualité                        |
| -------- | ------------------------- | --------------- | ------------- | ------------------------------ |
| 1989     | mai 2020                  | Marcel Lalonde  | UDI (PR)-MRSL | Réélu pour le mandat 2014-2020 |
| mai 2020 | En cours (au 23 mai 2020) | Emmanuel Liévin | MRSL          | .                              |

### Jumelages
Au 31 mai 2021, Chauny est jumelée avec :
| Ville | Ville        | Pays | Pays      | Période     |
| ----- | ------------ | ---- | --------- | ----------- |
|       | Andenne      |      | Belgique  | depuis 1958 |
|       | Bergheim     |      | Allemagne | depuis 1968 |
|       | Mottafollone |      | Italie    | depuis 2005 |

## Équipements et services publics

### Espaces publics
La commune dispose de nombreux espaces verts et depuis 2021 d'une forêt urbaine.

### Enseignement
La ville compte sept écoles maternelles, et sept écoles primaires, trois collèges et trois lycées : l'institution privée Saint-Charles, le lycée privé agricole Robert-Schuman, ainsi que les lycées publics de Chauny, nés en 2014 du groupement en cité scolaire du lycée général et technologique Gay-Lussac et du lycée professionnel Jean-Macé, respectivement renommés site Gambetta et site André-Ternynck.

### Santé
Il existe un hôpital de proximité, ou centre hospitalier, comportant 185 lits de court séjour, 38 lits de soins de suite et de réadaptation (SSR), 86 lits de soins longue durée ainsi qu'une maison de retraite médicalisée (EHPAD).

## Population et société

### Démographie

#### Évolution démographique
L'évolution du nombre d'habitants est connue à travers les recensements de la population effectués dans la commune depuis 1793. Pour les communes de plus de 10 000 habitants les recensements ont lieu chaque année à la suite d'une enquête par sondage auprès d'un échantillon d'adresses représentant 8 % de leurs logements, contrairement aux autres communes qui ont un recensement réel tous les cinq ans,.

En 2022, la commune comptait 11 456 habitants, en évolution de −4,33 % par rapport à 2016 (Aisne : −1,97 %, France hors Mayotte : +2,11 %).
| 1793  | 1800  | 1806  | 1821  | 1831  | 1836  | 1841  | 1846  | 1851  |
| ----- | ----- | ----- | ----- | ----- | ----- | ----- | ----- | ----- |
| 3 180 | 4 376 | 3 901 | 3 959 | 4 290 | 4 483 | 5 154 | 5 796 | 6 290 |

| 1856  | 1861  | 1866  | 1872  | 1876  | 1881  | 1886  | 1891  | 1896  |
| ----- | ----- | ----- | ----- | ----- | ----- | ----- | ----- | ----- |
| 7 249 | 8 163 | 9 080 | 8 800 | 9 198 | 8 852 | 9 052 | 9 315 | 9 927 |

| 1901   | 1906   | 1911   | 1921  | 1926  | 1931  | 1936  | 1946  | 1954   |
| ------ | ------ | ------ | ----- | ----- | ----- | ----- | ----- | ------ |
| 10 547 | 10 496 | 10 696 | 5 645 | 9 207 | 8 951 | 9 061 | 9 330 | 10 544 |

| 1962   | 1968   | 1975   | 1982   | 1990   | 1999   | 2006   | 2011   | 2016   |
| ------ | ------ | ------ | ------ | ------ | ------ | ------ | ------ | ------ |
| 12 626 | 13 920 | 14 405 | 13 435 | 12 926 | 12 523 | 12 653 | 11 771 | 11 975 |

| 2021   | 2022   | - | - | - | - | - | - | - |
| ------ | ------ | - | - | - | - | - | - | - |
| 11 496 | 11 456 | - | - | - | - | - | - | - |

#### Pyramide des âges
En 2021, le taux de personnes d'un âge inférieur à 30 ans s'élève à 35,6 %, soit au-dessus de la moyenne départementale (34,5 %). À l'inverse, le taux de personnes d'âge supérieur à 60 ans est de 28,7 % la même année, alors qu'il est de 27,8 % au niveau départemental.
En 2021, la commune comptait 5 444 hommes pour 6 052 femmes, soit un taux de 52,64 % de femmes, légèrement supérieur au taux départemental (51,17 %).
Les pyramides des âges de la commune et du département s'établissent comme suit :
| Hommes | Classe d’âge | Femmes |
| ------ | ------------ | ------ |
| 0,9    | 90 ou +      | 2,5    |
| 6,4    | 75-89 ans    | 10,9   |
| 17,0   | 60-74 ans    | 19,3   |
| 18,9   | 45-59 ans    | 20,2   |
| 16,2   | 30-44 ans    | 16,2   |
| 21,9   | 15-29 ans    | 15,4   |
| 18,8   | 0-14 ans     | 15,5   |

| Hommes | Classe d’âge | Femmes |
| ------ | ------------ | ------ |
| 0,7    | 90 ou +      | 1,9    |
| 6,7    | 75-89 ans    | 9,5    |
| 18,1   | 60-74 ans    | 18,8   |
| 20,2   | 45-59 ans    | 19,6   |
| 18,1   | 30-44 ans    | 17,5   |
| 17,1   | 15-29 ans    | 15,2   |
| 19,2   | 0-14 ans     | 17,6   |

### Cultes
La paroisse catholique de Chauny, paroisse Saint-Momble en Chaunois, dépend du diocèse de Soissons, doyenné de Chauny.
Mais aussi deux églises, l'église Notre-Dame et l'église Saint-Martin ainsi qu'un temple.

## Économie

### Entreprises et commerces
Chauny dispose d'un centre-ville commercial, centré sur axe principal réparti sur les rues de la République et de la Chaussée. Si la majorité des commerces présents sont locaux et de toutes natures (salons de coiffure, jeux vidéo, brasseries et restaurations, habillements, etc.), on y trouve également des enseignes nationales.
Au nord de la ville se trouve une zone commerciale dénommée ZAC de l'Univers. On y trouve également plusieurs enseignes nationales ainsi qu'une pépinière d'entreprises, principalement composée d'artisans locaux.
Au sud de la ville se trouve le bassin industriel chaunois, avec des entreprises industrielles.

## Culture locale et patrimoine

### Lieux et monuments

#### Monument historique
- La Pâtisserie du marché couvert. Ce bâtiment, en totalité, fait l'objet d'une inscription au titre des monuments historiques depuis le 25 juillet 2006[62].

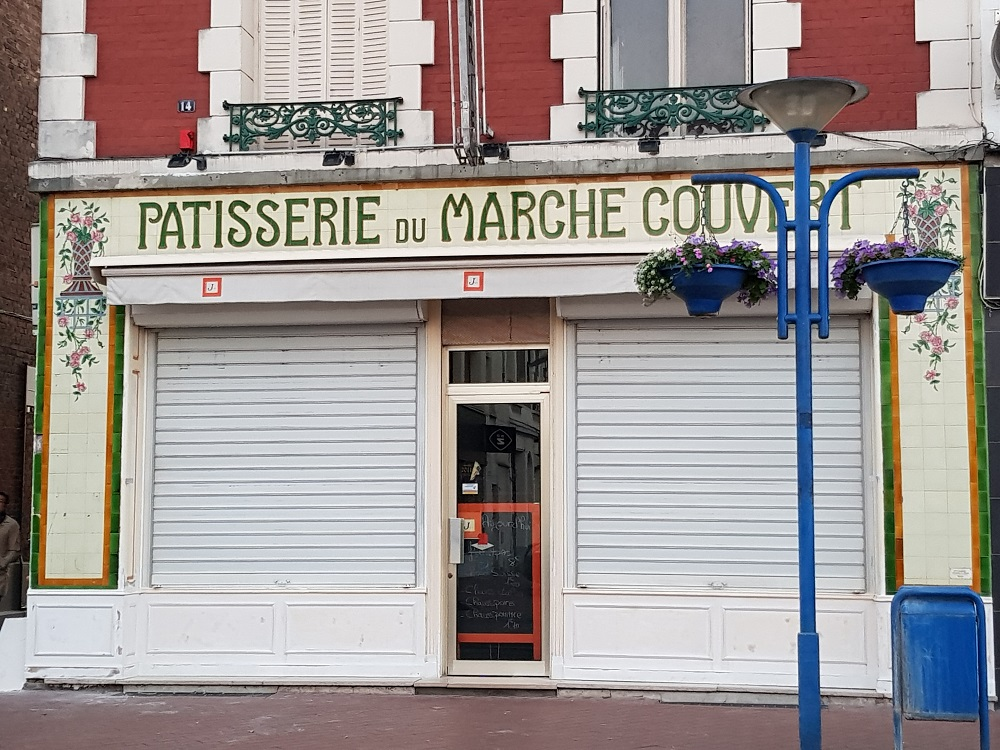
La pâtisserie du marché couvert.

#### Bâtiments de la Reconstruction
Ces bâtiments sont reconstruits après 1920.
- L'hôtel de ville, avec des escaliers et des portes extérieures en Art déco d'Edgar Brandt[63].
- L'église Notre-Dame. L'église fut brièvement au XIIe siècle une abbaye augustinienne, avant que les chanoines ne choisissent un lieu plus éloigné de la ville, à Commenchon, donnant naissance à l'abbaye de Saint-Éloi-Fontaine.
- L'église Saint-Martin (à l'origine édifice gothique élevé de 1570 à 1641)[64].
- Le temple protestant, rue du Général-Leclerc. Il remplace un temple détruit pendant la Première Guerre mondiale.
- Le palais de justice

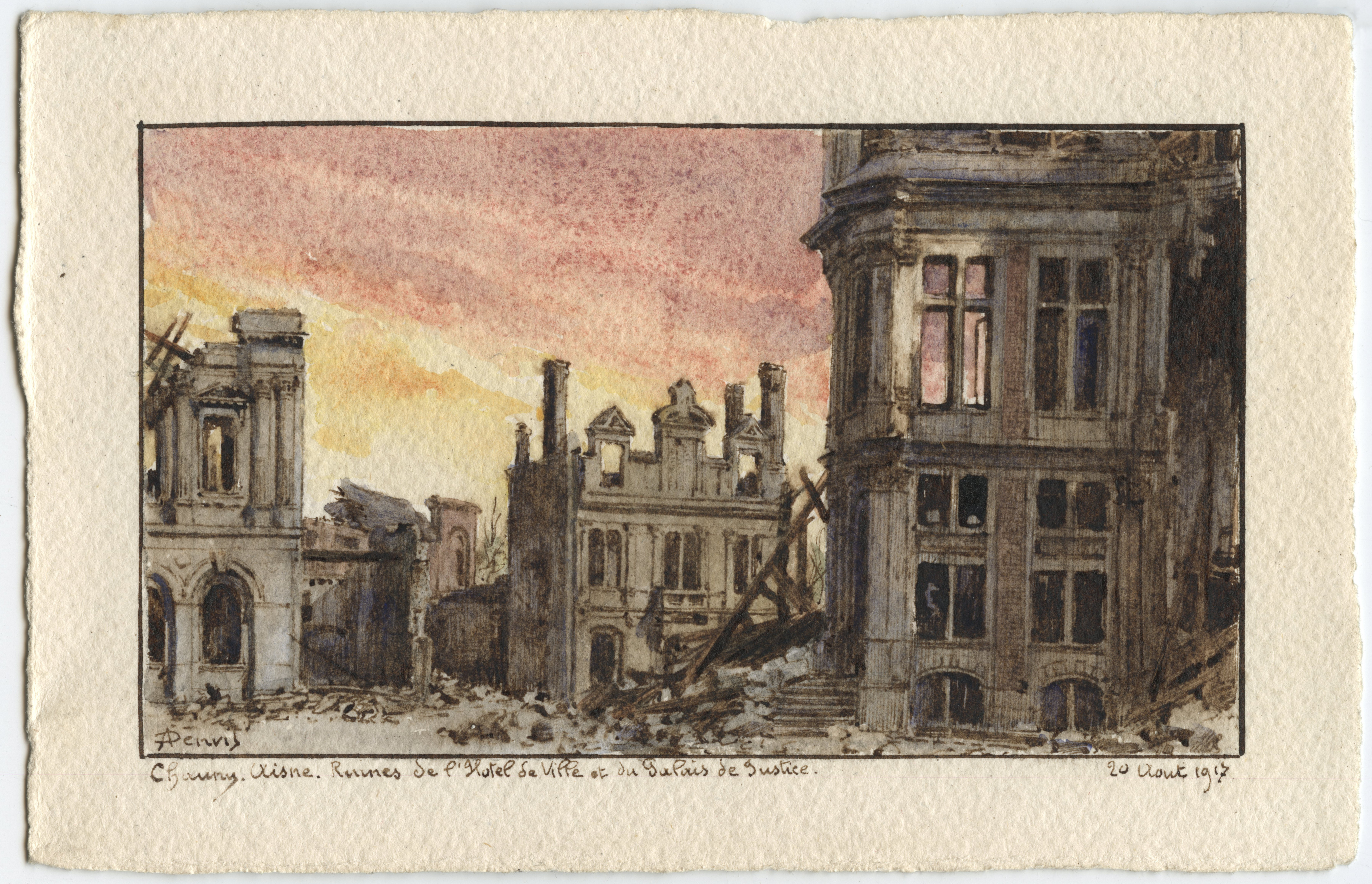
Les ruines de l'hôtel de ville et du palais de justice, carte postale ancienne.
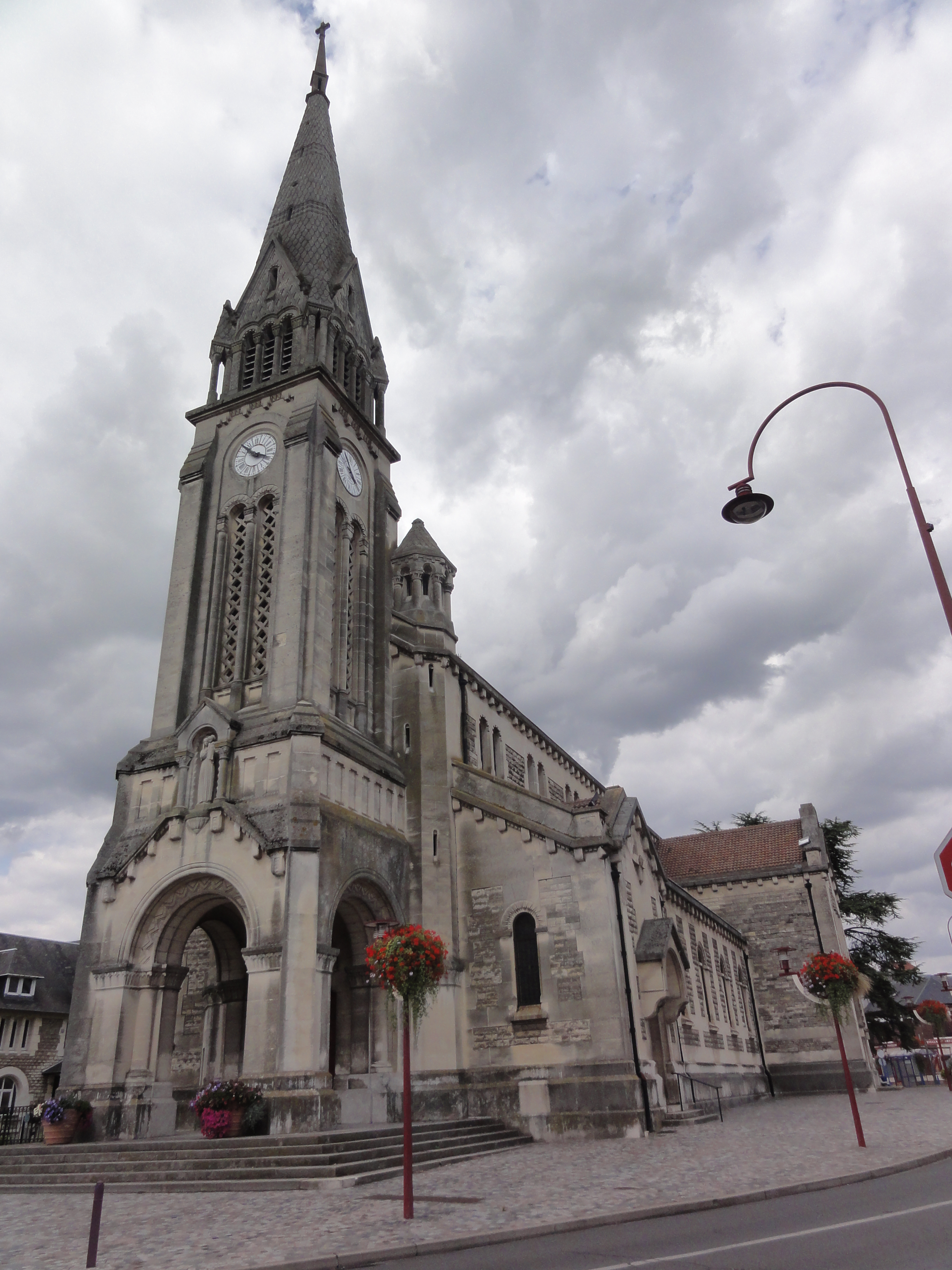
L'église Notre-Dame.
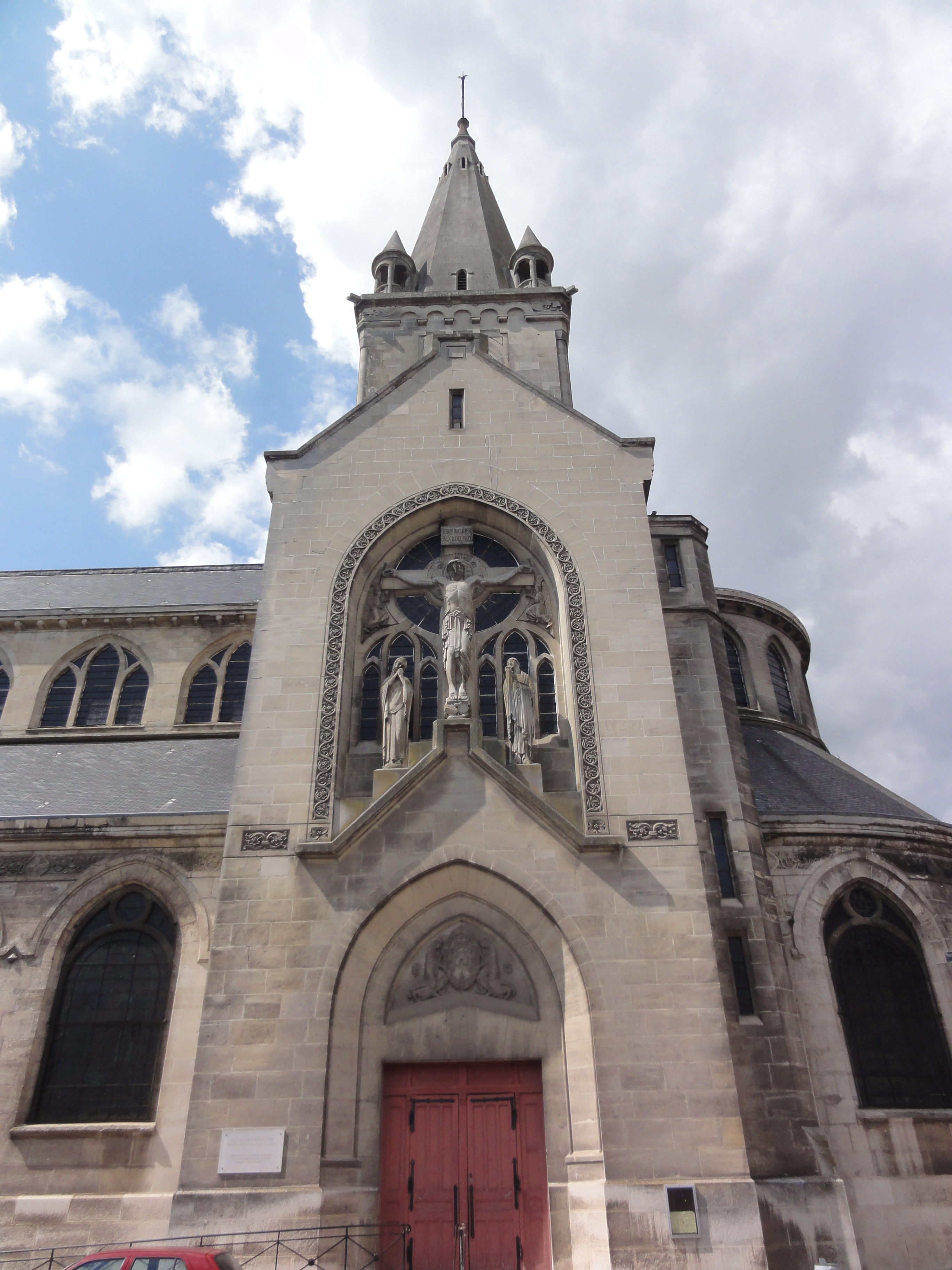
L'église Saint-Martin.
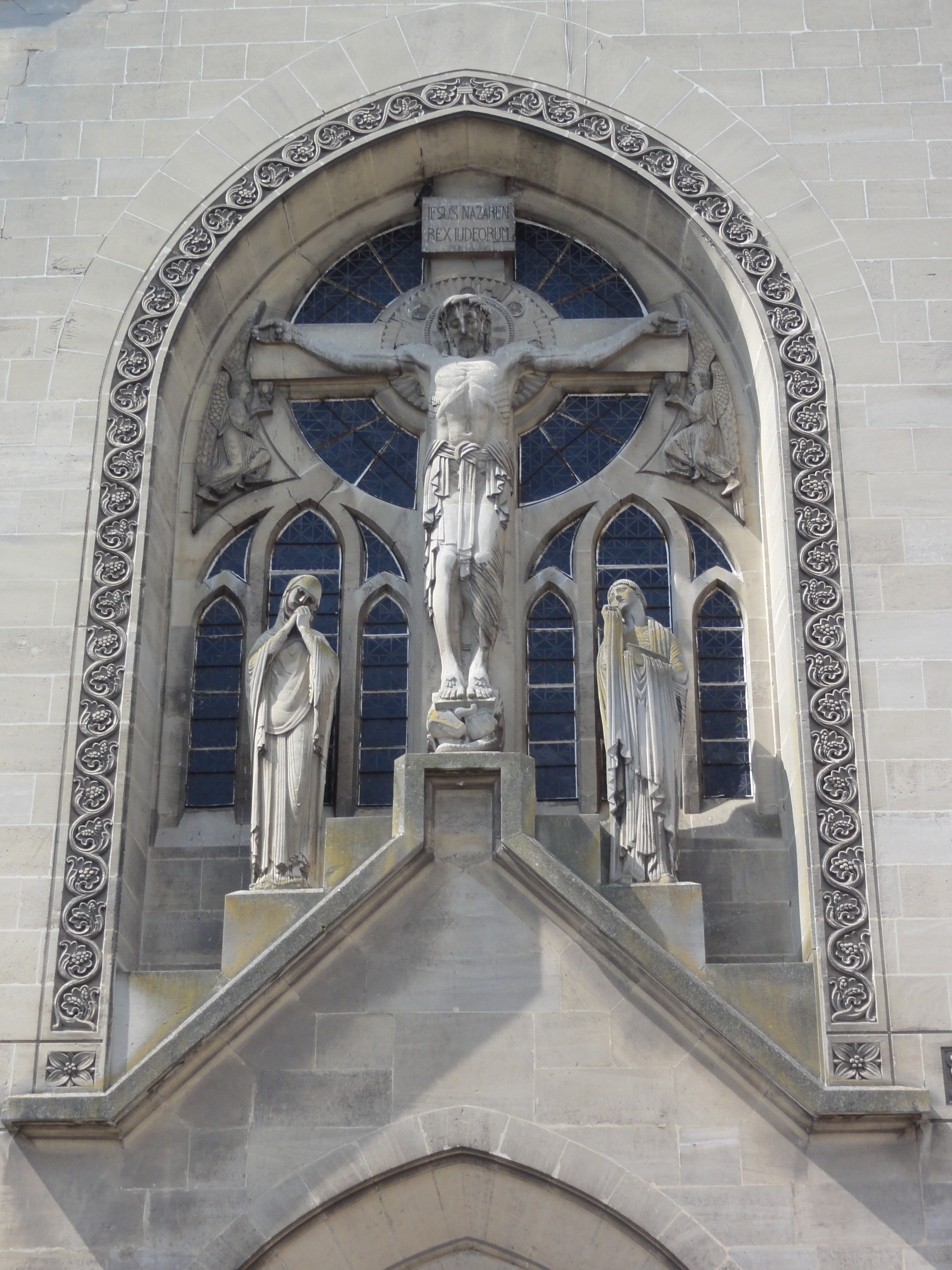
L'église Saint-Martin, calvaire de la façade.
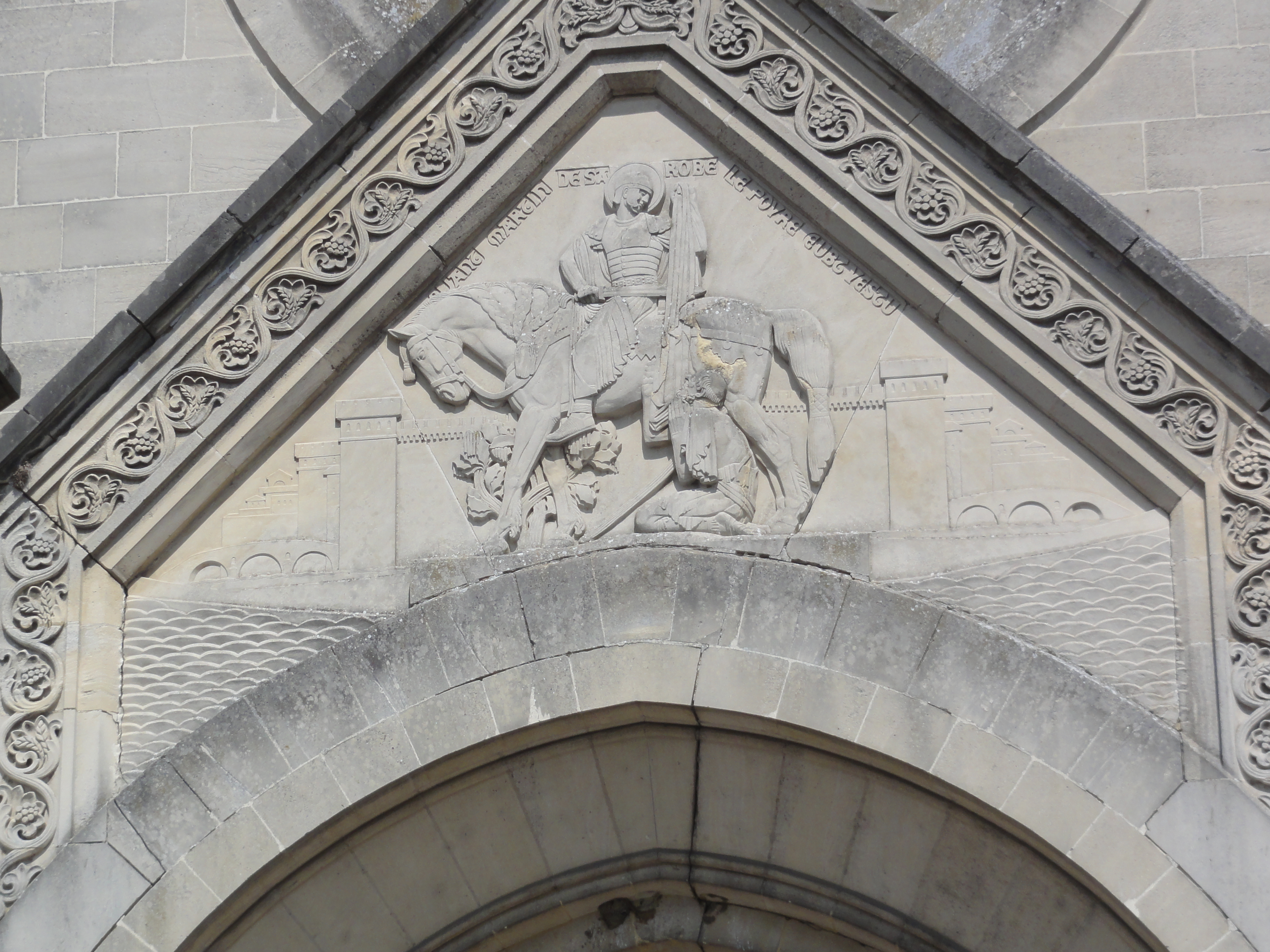
L'église Saint-Martin, relief de saint Martin.

#### Autres lieux et monuments
- Chapelle de l'hôpital de Chauny.
- Chapelle Hébert de Chauny.
- Les trois cimetières militaires implantés dans le cimetière communal:

- L'ancienne abbaye de Chauny, sur l'emplacement de l'église Notre-Dame et des terrains avoisinants.

### Chauny dans la littérature
Dans son roman Gargantua, François Rabelais, fait allusion à Chauny. Dans le chapitre XXIV, il y est fait état de l'activité de Gargantua et de son emploi du temps quand l'air était pluvieux :

« Allait voir les bateleurs, trajectaires (jongleurs), thiéracleurs (charlatans) et considérait leurs gestes, leurs ruses, leurs soubresauts et beau parler, singulièrement ceux de Chauny en Picardie, car ils sont de nature grands jaseurs et beaux bailleurs de balivernes en matière de singes verts. »

C'est ainsi que les singes sont devenus un des l'emblèmes de la Ville que l'on retrouve sur différents blasons. Aujourd'hui, ce sont trois singes qui sont représentés : l'un qui ne voit rien, l'autre qui ne dit rien et le troisième qui n'entend rien. La Ville est parfois appelée : « Chauny-les-Singes ».

### Anciennes traditions
- La dîme de dragées : tous les jours, avant et après les vêpres, les enfants se tenaient à l'entrée des églises pour exiger le don de dragées.
- Baptême : les parrains et marraines avaient l'obligation d'envoyer des dragées, des bonbons ou de l'argent aux enfants du pays.
- Veille de Noël : les enfants de Chauny parcouraient les rues, frappaient aux portes et demandaient de l'argent par la formule : Au guignoleu chanterons-nous ?.
- Jeudi gras : les petites filles des écoles partaient avec un panier au bras et réclamaient des œufs. Il s'ensuivait alors un jeu. En ville, on installait une large planche inclinée et chaque fille devait y faire rouler ses œufs. Celle qui parvenait à sauver ses œufs devenait la reine du jaudiau. Elle devait alors se promener dans les rues avec un sceptre à la main.
- Saint Sébastien : les vieux garçons et vieilles filles mariés dans l'année, les veufs et veuves remariés en secondes noces étaient bruyamment fêtés par le peuple qui les acclamait avec des pelles, des chaudrons, des casseroles et tout instrument pouvant produire du bruit.
- Mariage : le gardien de la mariée avait pour mission de veiller sans cesse sur celle-ci. L'époux et la population devait réussir à faire échapper celle-ci. Si la chose était réussie, le gardien devait se promener sur un âne, le visage vers la queue tenue comme bride suivi du cortège de noce.
- Droit de Cognage :  « Item le congnage ; ch'est assavoir de chascune espousée quelle que elle soit venans de dehors Chauny et passans oultre Chauni parmi le pont royal, ouquel les que che soit, puis que elle passeche parmi ledit pont, chinc peaus de sen con ou chinc sols parisis. »[66] Cette singulière redevance ne paraît pas avoir attiré attention des juristes et le nom qu'elle porte ne figure semble-t-il dans aucun dictionnaire. Il n'en est pas question dans les quelques documents de la série H4 des Archives nationales, conservés sur les péages de Chauny à la fin du XVIIIe siècle. Melleville, dans son Histoire de ville de Chauny, lui consacre quelques lignes sans indiquer les textes qui la lui ont fait connaître : « Les seigneurs de Chauny percevaient un... droit aussi bizarre dans sa nature que grossier dans son nom. Malheur à la jeune mariée qui le jour de ses noces, par nécessité ou par mégarde, passait et repassait la rivière Oise : pour ce fait, elle devait cinq sous parisis à son seigneur et ce dernier pouvait lui faire fermer les portes de la ville au nez si elle refusait de les acquitter. Ce droit, souvenir, sans doute, d'un autre plus ancien et plus immoral, fut quelque temps érigé en fief »[67]. Ainsi, ce droit prétendument pris sur la mariée le jour des noces, ne résiste pas à l'examen des pièces du temps. Il est en réalité à rapprocher des gauloiseries qui ont donné naissance la légende du droit du seigneur, plus connu sous le nom de droit de cuissage, dont les historiens modernes savent qu'il ne fut qu'un mythe mais qui fut cependant présenté comme ayant bel et bien existé par les célèbres Voltaire ou Michelet.
- Les montreurs de singes et de chiens savants : des habitants de Chauny étaient connus pour parcourir la France avec des singes en laisse qu'ils faisaient danser pour vivre. Le 1er octobre, ils avaient obligation de revenir à Chauny venir offrir une pâtisserie nommée coqueluches au lieutenant-général du bailliage, rue de la Chaussée. En récompense, ils recevaient cinq setiers de blé et une tête de veau[68].

### Personnalités liées à la commune
- Saint Momble (VIIe siècle), apôtre de Chauny.
- Marie de Clèves (1426-1487), princesse de Clèves et duchesse d'Orléans, morte à Chauny.
- Antoine Fouquelin (c. 1500-1561), orateur, auteur d'une Rhétorique Française (1555), né à Chauny.
- Pierre Patel (1604-1676), peintre, né à Chauny.
- Bonaventure Racine (1708-1755), ecclésiastique et historien, né à Chauny.
- Pierre Delaunay-Deslandes (1726-1803), directeur de la Manufacture des glaces de Saint-Gobain, mort à Chauny.
- Jean-Charles Laurendeau (1749 à Chauny - 1827 à Amiens (Somme)) homme politique, député de la Somme en 1815, pendant les Cent-Jours.
- Jean-Baptiste Hubert (1781-1845), architecte naval et ingénieur de la Marine, né à Chauny.
- Théophile-Jules Pelouze (1807-1867), chimiste, est administrateur des Glaces et Produits chimiques de Chauny et Saint-Gobain. Une rue, devenue aujourd'hui une impasse, lui a été attribuée en son honneur.
- Pierre Alexis Francis Bobœuf (1807-1874), chimiste, né à Chauny.
- Ernest André Marie Constant Hébert (1810-1898), homme politique français, maire de Chauny.
- Louis Bergeron (1811-1890), journaliste, écrivain et auteur dramatique. Son nom de plume était Émile Pagès.
- Charles Adrien Le Sot de la Panneterie (1819-1893), dit Lacressonnière, acteur et dramaturge français qui fut une vedette de la scène de son époque.
- Juliette Adam (1836-1936), romancière et poétesse féministe, fut élevée par ses grands-parents à Chauny. Sa grand-mère eut une grande influence sur elle.
- Charles André (1842-1912), astronome, fondateur et premier directeur de l'observatoire de Lyon, né à Chauny.
- Charles Chincholle (1845-1902), écrivain et biographe né à Chauny.
- Louis Rey (1885-1972), architecte urbaniste de la Première Reconstruction.
- Général Marcel Guillot (1893-1960), né à Tergnier.
- Henri-Jean Calsat (1905-1991), architecte et urbaniste né à Chauny.
- Simone Michel-Lévy (1906-1945), une des six femmes Compagnon de la Libération, a commencé sa carrière dans les P.T.T. à Chauny.
- Jean Olivier Hucleux (1923-2012), artiste peintre et dessinateur contemporain, né à Chauny.
- Dany Jacquet (1940-1993), actrice, née à Chauny.
- Philippe Saudé (1960-), coureur cycliste professionnel, né  à Chauny.
- Martial Gayant (1962-), champion cycliste, né à Chauny.
- Bruno Bézard (1963-), polytechnicien, haut fonctionnaire et administrateur de sociétés, né à Chauny en 1963.
- Sofia Nabet (1989), boxeuse, née à Chauny.
- McSkyz (1997-), youtubeur, né à Chauny.

### Héraldique
| Blason de Chauny | Blason  | D'azur à la tour donjonnée de trois pièces d'or, maçonnée de sable, accompagnée de huit fleurs de lys aussi d'or en orle. Ornements extérieursCroix de guerre 1914-1918 |
| Blason de Chauny | Détails | Adopté. |

### Activités associatives, culturelles, touristiques, festives et sportives
- Un Forum permet de nombreuses manifestations culturelles avec, à proximité, les forêts de Saint-Gobain et de Coucy Basse.
- La fête Rabelais, qui a lieu chaque année, est l'occasion de défilés et de concerts.
- La course cycliste Paris-Chauny, née en 1922 et qui se déroule annuellement en septembre.
- 2 foires commerciales, qui se déroulent les premiers week-ends des mois de mars et septembre avec fête foraine.La place de l'Hôtel-de-Ville lors des fêtes Rabelais en 2012.

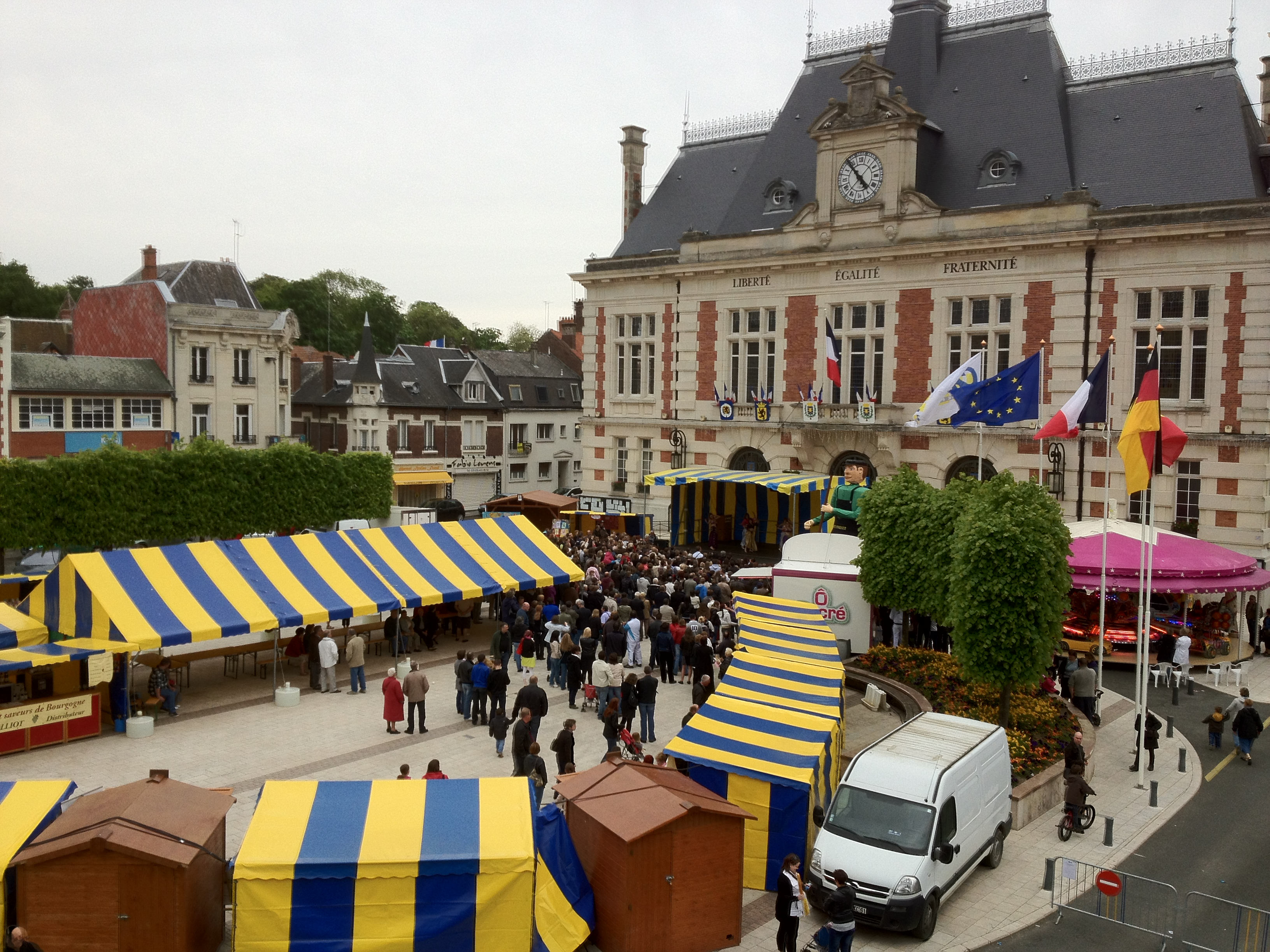
La place de l'Hôtel-de-Ville lors des fêtes Rabelais en 2012.

- Ville fleurie : 3 fleurs attribuées en 2007 par le Conseil des Villes et Villages Fleuris[70] de France au Concours des villes et villages fleuris[71].
- Le marché de Noël qui se déroule annuellement en décembre.

## Pour approfondir